# Клейн, Павел Ульрихович
Павел Ульрихович Клейн (?? — ??) — архитектор.

## Биография
Павел (Пауль) Клейн — архитектор, по происхождению немец. В конце XIX — начале XX в. жил и работал в Одессе, член Одесского отделения Русского технического общества. Общественный деятель,  исполнял обязанности президента Евангелической больницы. Являлся последователем архитекторов И. Китнера и В. Шрётера, представителем нового рационального стиля в архитектуре. Внес весомый вклад в т.н. «кирпичный стиль». В нач. XX в. на творчество Клейна существенно повлиял стиль модерн.

## Избранные реализованные проекты
Одесса
- жилой дом на ул. Новая (ныне В. Черновола)
- жилой дом № 9 (1879), по ул. Торговая, №8 (1881),
- доходный дом на ул. Большая Арнаутская, № 75 (нач. 1880-х гг.),
- доходный дом на ул. Спиридоновская, № 8 (1882)
- доходный дом на ул. Гоголя, № 14 (1890, флигель 1906 – архитектор Б. Бауэр),
- производственный корпус бумажно-джутовой фабрики Ф. Родоканаки за Дальними Мельницами (ныне ул. В. Стуса, № 1; 1888-89),
- комплекс школы садоводства и огородничества на Малофонтанской дороге (ныне Французский бульвар, № 85; 1886–89, соавтор Н. Толвинский),
- дача Параскева на Французском бульваре, № 44 (1891-92),
- хирургический корпус Еврейской больницы на ул. Мясоедовской, № 32 (1899–1903, соавтор А. Минкус),
- флигели домов по ул. Греческой, №11 (1901), дома Фалькевича на ул. Тираспольская (1901) и В.Ф. Трестера в переулке Ляпунова, №7 (1902),
- столовая судоремонтного завода (№1, также "им. Марти"; Софиевская улица, 1 / Приморская улица, № 47. 1906, соавтор Э. Меснер),
- мастерские художественного училища Общества изящных искусств на ул. Преображенской, № 14 (1909-10, соавтор Я. Пономаренко).

Херсон:
- особняк городского головы Н. Блажкова (ныне музыкальная школа № 1, ул. Лютеранская, № 18, 1909).